# الاتجار بالبشر في الولايات المتحدة
في الولايات المتحدة، عادة ما يحدث الاتجار بالبشر حول مراكز السفر الدولية التي تضم أعدادًا كبيرة من المهاجرين، لا سيما في كاليفورنيا، وتكساس، وجورجيا. تقدر وزارة العدل الأمريكية أن 35,500-170,500 شخص يدخلون البلاد بطريقة غير قانونية كل عام. يقدر مؤشر العبودية العالمي لعام 2016 أن 57,700 شخص يقعون ضحية الاتجار بالبشر في جميع أنحاء العالم، بما في ذلك مواطنو الولايات المتحدة والمهاجرين. من بين المتاجر بهم أطفال صغار، ومراهقون، ورجال، ونساء، ويمكن أن يكونوا مواطنين محليين أو مواطنين أجانب.
بموجب القانون الفيدرالي (18 من قانون الولايات المتحدة القسم 1589)، يعتبر إجبار الناس على العمل باستخدام القوة أو الإكراه أو الخوف جريمة. وضع مكتب وزارة الخارجية الأمريكية لمراقبة ومكافحة الاتجار بالأشخاص البلاد في «المستوى 1» في عام 2017.
في 11 أبريل 2018، وقع الرئيس الأمريكي دونالد ترامب على قانون إيقاف تمكين المتاجرين بالجنس ليصبح قانونًا لإغلاق مواقع الويب التي تمكن من ارتكاب الجرائم، ومقاضاة أصحابها، ومستخدميها.
وبعيدًا عن مواقع الويب، واجهت شركات التكنولوجيا تحديات متزايدة من استخدام تطبيقات الوسائط الاجتماعية الخاصة بها "كحقول صيد بشرية" للعثور على ضحايا الاتجار بالبشر.

## المصطلح
الاتجار بالبشر هو شكل من أشكال العبودية، وينطوي على تهريب الأشخاص بشكل غير قانوني والمتاجرة بهم للعمل القسري أو الاستغلال الجنسي.
يتم تعريف الاتجار رسميًا على أنه تجنيد أشخاص أو نقلهم أو تنقيلهم أو إيوائهم أو استقبالهم عن طريق الإكراه أو الاختطاف أو الاحتيال أو الخداع أو إساءة استخدام السلطة من موقع ضعف بغرض الاستغلال. مع ما يقدر بنحو 27.6 مليون ضحية في جميع أنحاء العالم في أي وقت، يفترس المتاجرون بالبشر الأشخاص من جميع الأعمار والخلفيات والجنسيات، ويستغلونهم لتحقيق مكاسبهم الخاصة. إن الإتجار بالبشر ليس مرادفاً للهجرة القسرية أو التهريب.

## التقارير
وفقًا لتقرير وزارة الخارجية عن الاتجار بالبشر لعام 2011، تعتبر الولايات المتحدة بلدًا من المستوى الأول للاتجار. يعني المستوى الأول أن الحكومة تمتثل للحد الأدنى من معايير حكومة الولايات المتحدة لقانون حماية ضحايا الاتجار والعنف لعام 2000 للقضاء على الاتجار. المعايير الدنيا كما هي مذكورة في القسم 108 من التشريع هي:
1. يجب على حكومة البلاد حظر الأشكال الوحشية للاتجار بالأشخاص والمعاقبة على أفعال هذا الاتجار.
2. ينبغي لحكومة البلد أن تفرض عقوبات تتناسب مع العقوبة المفروضة على الجرائم الخطيرة، مثل الاعتداء الجنسي القسري، عند معرفتها ارتكاب أي فعل من أفعال الاتجار بالجنس التي تنطوي على القوة، أو الاحتيال، أو الإكراه، أو عندما يكون ضحية الاتجار بالجنس طفلًا غير قادر على إعطاء موافقة واضحة، أو الاتجار الذي يشمل الاغتصاب أو الاختطاف أو الذي يتسبب في الوفاة.
3. يجب على حكومة الدولة أن تفرض عقوبات صارمة بما يكفي للردع والتي تعكس بشكل كاف الطبيعة الشائنة للجريمة، عند ارتكاب أي فعل من أشكال الاتجار بالبشر عن علم.
4. يجب على حكومة الدولة بذل جهود جادة ومستمرة للقضاء على الأشكال الخطرة للاتجار بالبشر.[9][10]

تعمل الولايات المتحدة على القضاء على الاتجار بالبشر في الولايات المتحدة وفي جميع أنحاء العالم. في كل عام، تصدر وزارة الخارجية بيانات مجمعة عن حالة الاتجار بالبشر في العديد من البلدان المختلفة بما في ذلك الولايات المتحدة وفقًا لقانون حماية ضحايا الاتجار لعام 2000. تنشر أيضًا بيانات عن قضايا الاتجار في إطار الملاحقة القضائية الاتحادية وتقديرات الأشخاص المتجر بهم؛ ومع ذلك، يحذر التقرير أيضًا من أن البيانات قد لا تمثل عدد الأفراد المتجر بهم بالفعل بسبب الافتقار إلى التماسك بين العديد من الدول والوكالات التي تكافح الاتجار بالبشر، وعدم القدرة على حساب الضحايا غير المكتشفين.

### المدعي العام
وفقًا لتقرير المدعي العام لعام 2005، يُهرب ما يقدر بنحو 14,500-17,500 ضحية إلى الولايات المتحدة كل عام، على الرغم من أن هذا الرقم قد يكون مبالغًا فيه.

### تقرير وزارة الخارجية لعام 2011
تتضمن نتائج تقرير وزارة الخارجية الأمريكية لعام 2011، «خصائص حوادث الاتجار بالبشر المشتبه بها، 2008-2010» ما يلي:
1. منذ عام 2008 وحتى عام 2010، فضت فرق العمل الفيدرالية لمكافحة الاتجار 2515 حالة اتجار بالبشر مشتبهًا بها.
2. صُنفت 82% من الحوادث المشتبه بها على أنها اتجار بالجنس، وما يقرب من نصف هذه الحوادث شملت ضحايا دون سن 18 عامًا.
3. صُنف ما يقرب من 10% من الحوادث على أنها اتجار بالعمال.
4. كُشف أن 83% من الضحايا في حوادث الاتجار بالجنس مواطنين أمريكيين، في حين كُشف أن معظم ضحايا الاتجار بالعمال مهاجرون غير شرعيين (67%) أو مهاجرين شرعيين (28%).
5. حصل 25% من الضحايا المؤكدين على «تأشيرة T»، وهي جزء من برنامج فيدرالي مصمم لمساعدة ضحايا الاتجار.

على الرغم من أن النتائج تمثل أفضل تقدير للحكومة، فإن الباحثين يحذرون من أن «البيانات الموضحة في هذا التقرير تعكس المعلومات التي كانت متاحة وجرى إدخالها من قبل هذه الوكالات الحكومية والمحلية لإنفاذ القانون»، وأن أنظمة البيانات هذه ما تزال قيد الإنشاء ومن المحتمل ألا تسجل الحوادث جميعها.
وفقًا لوزارة الخارجية، عُرفت الولايات المتحدة كدولة من المستوى الأول مع وكالات فيدرالية غير محددة تتهم 181 فردًا بالإتجار بالبشر، وحصلت على 141 إدانة في 103 محاكمات تتعلق بالاتجار بالبشر. من بين المحاكمات التي أبلغت عنها وزارة الخارجية، 32 قضية اتجار بالعمال و71 قضية اتجار بالجنس.

### إنفاذ قوانين الهجرة والجمارك
خلال عام 2009، رفعت دائرة الهجرة والجمارك 566 قضية. أدت هذه التحقيقات إلى 388 عملية اعتقال جنائي، أي أكثر من ضعف عدد الاعتقالات في السنة المالية السابقة، مما أسفر عن 148 لائحة اتهام و 165 إدانة.

### مكتب التحقيقات الفيدرالي
أعلن قسم سان دييغو في مكتب التحقيقات الفيدرالي في أغسطس 2022 أن العملاء أنقذوا ما لا يقل عن 17 ضحية محتملة كجزء من عملية على الصعيد الوطني.

### مركز تهريب البشر والاتجار بهم
مركز تهريب البشر والاتجار بهم هو مركز استخبارات مشترك بين الوكالات يقوم بجمع المعلومات حول السفر غير المشروع -بما في ذلك الاتجار. ينسق المركز مع الوكالات الأجنبية والدبلوماسيين لرصد ومكافحة الاتجار بالبشر على الصعيد الدولي. بسن قانون إعادة تفويض حماية ضحايا الاتجار بالبشر لعام 2008، كُلف مركز تهريب البشر والاتجار بهم أيضًا بمسؤولية تجميع قاعدة بيانات شاملة مشتركة بين الوكالات عن الأشخاص الذين حددتهم كضحايا للاتجار بالبشر.

## أنواع

### الاتجار بالجنس
تقدر وزارة الصحة والخدمات الإنسانية الأمريكية أن ما بين 240.000 و 325.000 طفل معرضون لخطر الاستغلال الجنسي كل عام. الأطفال الذين يعتبرون هاربين معرضون لخطر الدعارة أو الاتجار بهم في صناعة الجنس. ومن بين 1،682،900 طفل اعتُبروا هاربين في عام 1999 ، كان 71 في المائة منهم معرضين لخطر الدعارة. أفاد 1700 منهم أنهم مارسوا نشاطًا جنسيًا مقابل المال. قال ديفيد فينكلهور ، الأستاذ في جامعة نيو هامبشاير الذي يدير مركز أبحاث الجرائم ضد الأطفال: "لا أضع أي مخزون في هذه الأرقام كمؤشر على ما يحدث اليوم". وفقًا لوزارة الخارجية الأمريكية ، يتم تهريب ما يقدر بنحو 20 ألف امرأة وطفل إلى الولايات المتحدة كل عام عبر الحدود المكسيكية الأمريكية.

### الاستغلال الجنسي التجاري للأطفال
أنظر أيضا: الاستغلال الجنسي التجاري للأطفال § الولايات المتحدة
في عام 2003 ، ألقي القبض على 1400 قاصر بتهمة الدعارة ، 14 في المائة منهم دون سن 14 عاما. أظهرت دراسة أجراها اتحاد العمل الدولي أن الأولاد أكثر عرضة للاتجار بهم للعمل في الزراعة وتهريب المخدرات والجرائم الصغيرة. كانت الفتيات أكثر عرضة لخطر إجبارهن على ممارسة الجنس والعمل في المنازل. في عام 2004 ، وجدت وزارة العمل أن 1087 قاصرًا يعملون في ظروف تنتهك معايير العمل الخطرة. في نفس العام ، تم تشغيل 5480 طفلاً في انتهاك لقوانين عمالة الأطفال. بسبب الطبيعة السرية للاتجار ، من الصعب الحصول على صورة دقيقة لمدى انتشار المشكلة.
في عام 2001، أصدرت كلية العمل الاجتماعي بجامعة بنسلفانيا دراسة حول الاستغلال الجنسي التجاري للأطفال أجريت في 17 مدينة في جميع أنحاء الولايات المتحدة. وفي حين أنهم لم يجروا مقابلات مع أي من المراهقين الذين شملتهم الدراسة، فقد قدروا من خلال رد ثانوي أن ما يصل إلى 300000 شاب أمريكي قد يكونون معرضين لخطر الاستغلال الجنسي التجاري في أي وقت. استخدم مركز ابتكارات المحكمة في مدينة نيويورك أخذ العينات المستندة إلى المستجيبين (RDS)، وتحليل الشبكات الاجتماعية، والالتقاط/الاستعادة، وتقديرات الاحتمالات المستندة إلى ماركوف في عام 2008 لإنشاء تقدير انتشار لمدينة نيويورك وحدها ووجد أن هناك ما يقرب من 3800 الأطفال الذين تم تحديدهم على أنهم ضحايا الاستغلال الجنسي التجاري. قال الباحثون إن هذا أقل من العدد الفعلي حيث توجد مجموعات فرعية معزولة خارج منهجية أخذ العينات الخاصة بهم ولا يمكن تقديرها. وجدت مقالة نشرتها "Village Voice" راجعت سجلات الاعتقال في 37 مدينة أمريكية كبيرة على مدى 10 سنوات، أن 827 حالة فقط تم الإبلاغ عنها إلى أقسام الشرطة سنويًا.
الضعفاء بشكل خاص هم المشردون والهاربون. قالت National Runaway Switchboard في عام 2009 أن ثلث الشباب الهاربين في أمريكا سيتم إغراءهم بممارسة الدعارة خلال 48 ساعة في الشوارع. هذه النظرة إلى بغاء المراهقين في الولايات المتحدة على أنها مدفوعة في المقام الأول من قبل مستغلي القوادين وغيرهم من "المتاجرين بالجنس" تم تحديها من قبل SNRG-NYC في دراستهم في مدينة نيويورك عام 2008 والتي أجرت مقابلات مع أكثر من 300 عاهرة قاصرات ووجدت أن 10٪ فقط أبلغن عن ذلك. وجود القوادين. أدرجت دراسة أجريت عام 2012 في أتلانتيك سيتي، نيوجيرسي، من قبل نفس المجموعة مكونًا إثنوغرافيًا نوعيًا موسعًا نظر على وجه التحديد في العلاقة بين القوادين والمراهقين المنخرطين في أسواق الجنس في الشوارع. وجدت هذه الدراسة أن نسبة المراهقين الذين لديهم قوادين تبلغ 14% فقط وأن الشباب يخطئون في تعريف هذه العلاقات على أنها متبادلة وغير استغلالية. الاستجابات المختلفة للصدمة، بما في ذلك روابط الصدمة والتطبيع ونقص المعلومات حول هذه القضية، لم تترك سوى ثلث الضحايا يحددون تجربتهم على أنها استغلال جنسي تجاري.
قدّر مكتب ولاية نيويورك لخدمات الأطفال والأسرة في عام 2007 أن مدينة نيويورك هي موطن لأكثر من 2000 طفل تحت سن 18 عامًا يتعرضون للاستغلال الجنسي. وكان لـ 85 بالمائة على الأقل من هؤلاء الشباب على مستوى الولاية بعض الاتصال بنظام رعاية الأطفال، غالبًا من خلال سوء المعاملة. أو إهمال الإجراءات في مدينة نيويورك، كان 75 بالمائة منهم في دور الحضانة. شكك ميشي فاروقي، المسؤول عن قضايا قضاء الأحداث في جمعية الإصلاحيات في نيويورك، في موثوقية هذا التقدير. "نعتقد أن هذا الرقم هو في الواقع أقل من العدد." تم تأكيد ذلك من خلال تقديرات SNRG-NYC لسكان مدينة نيويورك لعام 2008 والتي بلغت 3946. قدّر بعض الباحثين أنه قد يكون هناك ما يصل إلى ثلاثة ملايين ضحية للاتجار بالجنس المحلي للقاصرين في الولايات المتحدة.

#### زراعة
في قطاع الزراعة، ضحايا الاتجار الأكثر شيوعًا هم المواطنون الأمريكيون والمقيمون الدائمون القانونيون، والمهاجرون غير الشرعيين، والرعايا الأجانب الذين يحملون تأشيرات H-2A المؤقتة.
تأشيرة H-2A هي برنامج اعتماد، حيث يتعاقد أصحاب العمل مع أشخاص من بلدان أخرى، ولكن أولاً، يجب على أصحاب العمل محاولة توظيف عمال أمريكيين، قبل البحث في الخارج. في محاولات البحث عن موظفين، بمجرد تعيينهم قد يواجهون بعض الصعوبات مثل:
1. قد لا يتمكن من الانضمام إلى النقابة أو مواجهة التحديات القانونية.
2. المتطلبات التي قد لا يستوفيها المزارعون بسبب البرنامج.
تأشيرات H-2A هي تأشيرات مؤقتة تسمح للأشخاص من بلدان أخرى بالعمل في الولايات المتحدة، مع بعض المزايا التي يتعين على المقاولين توفيرها لهم. تشمل الأمثلة، "يطلب من المزارعين أن يوفر هؤلاء العمال السكن ويدفعون مقابل النقل إلى العمل، وأن يدفعوا لهم ما لا يقل عن ثلاثة أرباع الموسم بمعدل أعلى من متوسط الأجر المدفوع لهذا العمل". ومع ذلك، فإن ظروف القانون تنص على السكن المجاني، "والممارسة السائدة في المنطقة والمهنة للعمل المقصود". المزارعون الذين يعملون ولديهم أسر لا يحصلون على ضمانات سكنية. ويخضع عمال المزارع لرقابة شديدة، وحياتهم معرضة للخطر خوفًا من احتمال ترحيلهم إلى وطنهم.
ونظراً لطبيعة العمل الزراعي باعتباره موسمياً وعابراً فإن قدرة أصحاب العمل على استغلال هؤلاء العمال تكون عالية. وقد يتخذ هذا الاستغلال شكل التهديد بالعنف واللعب على نقاط الضعف (أي وضع الهجرة). في بعض الحالات، يُحتجز العمال في حالة من الديون الدائمة لقادة الطاقم الذين يفرضون رسوم النقل والإسكان والاتصالات الإلزامية على العمال وهي مرتفعة مقارنة بالمدفوعات المستلمة، وبالتالي زيادة مديونية العامل. قد يقوم قادة الطاقم أيضًا بتزويد العمال بتأشيرات H-2A ووسائل النقل إلى مكان العمل من البلد الأصلي. جزء من تأشيرة H-2A هو أنها لا توفر خيارًا مناسبًا لعملهم، أو المبلغ الذي سيحصلون عليه مقابل عملهم، أو حتى ساعات العمل، غير قابلة للتفاوض. الأشخاص غير المسجلين الذين يأتون دون أي تأشيرات لديهم فرصة أكبر لاختيار المكان الذي يرغبون في العمل فيه ويقررون ترك العمل إذا رغبوا في ذلك، ولديهم فرصة أفضل لعدم التعرض للاستغلال.
وفي عام 2010، تم توجيه الاتهام إلى شركة Global Horizons بتهمة الاتجار بأكثر من 200 عامل تايلاندي. من خلال برنامج العمل الاستعبادي، تم ضمان حصول العمال على تأشيرة تسمح لهم بالعيش والعمل في الولايات المتحدة. ولدى وصولها، قدمت الشركة إفادة كاذبة لإغراء العمال وتوظيفهم بشكل أعلى. كانت الرسوم المفروضة على عمال المزارع مرتفعة للغاية لدرجة أنه كان من المستحيل سداد الدين بالعمل الذي حصلوا عليه. كان العديد منهم يعيشون في ظروف سكنية سيئة (ما يصل إلى 12 شخصًا يعيشون في كل منزل)، ويتعرضون للتهديدات والاعتداءات الجسدية.

#### جيش
يُزعم أن القوات المسلحة للولايات المتحدة تقوم بتعيين مقاولين للقيام بالعمل في قواعدها العسكرية في الخارج الذين يشاركون في ما وصفه بعض المدققين بأنه يحتمل أن يكون "العمل القسري والاتجار بالبشر". عمال هؤلاء المقاولين هم في الغالب عمال أجانب يقومون بعملهم في ظروف سيئة وخطيرة في بعض الأحيان مقابل أجور منخفضة. بالإضافة إلى ذلك، يحتفظ المقاولون أحيانًا بجوازات سفر عمالهم، مما يقيد حريتهم في الحركة.

### الإتجار بالعمالة
وفقا للمركز الوطني لحقوق الإنسان في بيركلي، كاليفورنيا، يوجد حاليا حوالي 10 آلاف عامل بالسخرة في الولايات المتحدة، حوالي ثلثهم من خدم المنازل وبعضهم من الأطفال. في الواقع، قد يكون هذا الرقم أعلى بكثير بسبب صعوبة الحصول على أعداد دقيقة للضحايا، بسبب الطبيعة السرية للاتجار بالبشر. تحتفظ حكومة الولايات المتحدة فقط بإحصاء الناجين، الذين تم تعريفهم على أنهم ضحايا حالات خطيرة من الاتجار بالبشر، والذين ساعدتهم الحكومة في الحصول على مزايا الهجرة. تقدر الأبحاث التي أجريت في جامعة ولاية سان دييغو أن هناك 2.4 مليون ضحية للاتجار بالبشر بين المهاجرين المكسيكيين غير الشرعيين. تقول الأبحاث التي أجراها المعهد الحضري إن وكالات إنفاذ القانون لا تعطي الأولوية لقضايا الاتجار بالعمال، وكانت مترددة في مساعدة الضحايا في الحصول على تصريح بالبقاء بشكل قانوني في الولايات المتحدة، وشعرت بعدم وجود أدلة كافية لتعزيز أقوال الضحايا.
في عام 2014، أبلغ المركز الوطني لموارد الاتجار بالبشر عن 990 حالة اتجار بالسخرة في الولايات المتحدة، بما في ذلك 172 حالة شملت أيضًا الاتجار بالجنس. وشملت الأنواع الأكثر شيوعا من الاتجار بالعمال العمل المنزلي، وأطقم المبيعات المتنقلة، والزراعة/المزارع، والمطاعم/الخدمات الغذائية، وخدمات الصحة والجمال، والتسول، وتجارة التجزئة، والمناظر الطبيعية، والضيافة، والبناء، والكرنفالات، ورعاية المسنين، والغابات، والتصنيع، والتدبير المنزلي.

#### طاقم المبيعات المتنقل
تتمتع أطقم المبيعات المتنقلة بأعلى معدل مكالمات إلى الخطوط الساخنة الخاصة بالاتجار بالبشر بعد العمالة المنزلية (من يناير 2008 إلى فبراير 2015). إن الطبيعة المتنقلة تجعل من السهل على المتاجرين بالبشر التحكم في ترتيبات نوم ضحاياهم وطعامهم وإبعادهم عن الاتصال الخارجي. قد يمنع المتجرون الطعام أو يهددون بترك ضحاياهم في أماكن غير مألوفة دون أموال إذا لم يمتثلوا. على عكس المهن الأخرى، يعتبر أعضاء أطقم المبيعات المتنقلة مقاولين مستقلين حتى لو لم يكن لديهم أي استقلالية في حياتهم خارج العمل. كمتعاقدين مستقلين، لا يتم الإشراف عليهم من خلال العديد من القوانين التي تهدف إلى منع إساءة الاستخدام، مثل الباب السابع من قانون الحقوق المدنية لعام 1964. غالبًا ما يتحمل الضحايا الديون من المتاجرين بهم، ويدخلون في شكل من أشكال عبودية الديون.
قانون ماليندا لحماية طاقم المبيعات المتنقل هو قانون ولاية ويسكونسن الذي يمنح أعضاء طاقم المبيعات المتنقلين حقوق توظيف مماثلة للعمال بدوام جزئي في ولاية ويسكونسن التي يضمنها قانون الولاية حاليًا. كما يتطلب أيضًا من جميع الطواقم التسجيل لدى وزارة الزراعة والتجارة وحماية المستهلك قبل الذهاب من باب إلى باب في مجتمعات الولاية. من خلال تسجيل أفراد الطاقم، يمكن التعرف على التنبيهات الخاصة بالأعضاء الذين لديهم أوامر اعتقال معلقة في دول أخرى واعتقال المجرمين. وهو القانون الوحيد في الولايات المتحدة الذي ينظم أطقم المبيعات المتنقلة. يقول حاكم ولاية ويسكونسن جيمس إي دويل إن الهدف من القانون هو "منع الشركات من وضع العمال في ظروف خطيرة وغير عادلة". تم إقرار مشروع القانون بشكل لا ينطبق إلا  قام بتأليفه جون إربنباخ. ضغطت شركة Southwestern Advantage ضد مشروع القانون، بحجة أن نموذج أعمال المقاول المستقل الخاص بها يغذي روح المبادرة.

## العوامل الهيكلية

### الفقر
يمكن أن يؤدي الفقر إلى زيادة الاتجار بالعديد من الطرق المختلفة. يؤثر الفقر على فكرة الاختيار الفردي وغالبًا ما يدفع العائلات إلى اتخاذ قرارات بسبب اليأس ونقص التعليم. قد يؤثر الفقر ، في بعض البلدان ، على الآباء لإرسال أطفالهم للعمل في دولة حضرية أخرى ذات اقتصاد أكثر استقرارًا ، مثل الولايات المتحدة ، دون معرفة أن الطفل يُجبر بعد ذلك على العمل بالسخرة أو الدعارة. علاوة على ذلك ، بمجرد حدوث هذا الاختطاف والاتجار بالطفل ، غالبًا ما يقبل الضحية وضعه ويحد من جهوده للهروب من سجنه. في كثير من الأحيان ، ينتهي بهم الأمر بمفردهم في بلد لا يتحدثون لغته ، مما يجعل من الصعب طلب المساعدة. بالإضافة إلى ذلك ، غالبًا ما يقبل الضحايا مواقفهم لأنهم يشعرون أن هذه هي الطريقة الوحيدة التي يمكنهم من خلالها إرسال بعض التحويلات إلى عائلاتهم وقد تكون أوضاعهم المستعبدة في بعض الحالات أفضل من حالتهم الأصلية الفقيرة واليائسة.

### العولمة
ارتفع معدل الاتجار بالبشر بشكل مباشر في ارتباط مع العولمة ، فقد أدت العولمة إلى زيادة التجارة عبر الحدود والطلب على العمالة الرخيصة ؛ ومع ذلك ، فإن سياسات الهجرة في الولايات المتحدة ودول أخرى لم تتغير مع مستوى الطلب على العمالة الرخيصة ، مما يجبر الناس على الهجرة بشكل غير قانوني. ثم تخلق الهجرة غير الشرعية الظروف المثالية للعمليات الإجرامية المنظمة لتشكيل دوائر الاتجار. مع زيادة تجارة السلع الأجنبية إلى المناطق الريفية ، أجبرت المنافسة على الواردات في الأسواق الريفية الناس في المناطق الفقيرة على الهجرة إلى الاقتصادات الصناعية من أجل سبل عيش أفضل. غالبًا ما تجعلهم مواقفهم اليائسة عرضة للاستغلال والاتجار في أشكال مختلفة من العمل الجبري لدعم هذا الاقتصاد ، وأخيراً ، سهلت التطورات التكنولوجية التي تسير جنبًا إلى جنب مع العولمة السهولة التي قد تجري بها دوائر الجريمة المنظمة عمليات الاتجار.

## الانتشار

### التوزيع الجغرافي لعمال السخرة
وفقًا لتقرير وزارة الخارجية لعام 2011، فإن معظم الضحايا من تايلاند، والهند، والمكسيك، والفلبين، وهايتي، وهندوراس، والسلفادور، وجمهورية الدومينيكان. فيما يتعلق بالأشخاص المُتجر بهم من بلدان أخرى «توجد نقاط ضعف بشكل متزايد في برامج التأشيرات للطلاب الموثقين قانونًا، والعمال المؤقتين الذين يسدون عادةً احتياجات العمل في الضيافة، وأعمال البستنة، والبناء، والخدمات الغذائية، والصناعات الزراعية».
يحدث الاتجار بالبشر باستمرار في المناطق ذات الكثافة السكانية العالية والتي تعمل مراكز للسفر الدولي وتضم أعدادًا كبيرة من المهاجرين. خلال البحث، عُثر على أعداد أكبر من الحالات المبلغ عنها في كاليفورنيا، ونيويورك، وتكساس، وفلوريدا. يتوافق هذا مع تقرير وزارة العدل الأمريكية بأن أكبر تجمعات للناجين من الاتجار بالبشر كانت موجودة في كاليفورنيا، وأوكلاهوما، ونيويورك، وتكساس.

### العمالة المنزلية
العبودية المنزلية هي العمل القسري لشخص ما كخادمة أو مربية، وغالباً ما تكون الضحايا من النساء المهاجرات اللاتي يأتين من مجتمعات منخفضة الأجر في بلدانهن الأصلية. وتؤدي عاملات المنازل واجبات مثل التنظيف والطبخ ورعاية الأطفال في منزل أصحاب العمل. عادة ما يكون العمال المنزليون مواطنين أمريكيين أو عمال غير موثقين أو مواطنين أجانب يحملون عادةً أحد أنواع التأشيرات التالية: A-3 أو G-5 أو الناتو-7 أو B-1. الضحايا الأكثر شيوعًا لهذا النوع من سوء المعاملة هم النساء. وسائل التحكم المماثلة للعمل الزراعي شائعة. بالإضافة إلى ذلك، فإن الافتقار إلى التشريعات المتعلقة بواجبات وحماية هؤلاء العمال يسهل استغلالهم. يستخدم أصحاب العمل عادة افتقار العمال إلى المعرفة باللغة أو النظام القانوني كوسيلة للسيطرة والترهيب. وعادة ما يقترن هذا أيضًا بأشكال مختلفة من إساءة الاستخدام و/أو إلغاء جواز السفر. يتم جلب العديد من عاملات المنازل إلى الولايات المتحدة على وعد بحياة أفضل أو تعليم.
عادة ما يكون المتجرون أزواجًا متزوجين من نفس البلد الأصلي للشخص المُتاجر به، ولا ينخرطون عادةً في شبكات إجرامية منظمة، مما يزيد من صعوبة التعرف على حالات هذا النوع من الاتجار. وكثيراً ما يكون مرتكبو العبودية المنزلية أفراداً محترمون في مجتمعاتهم ويعيشون حياة طبيعية. عادةً ما تكون المناطق التي تضم أعدادًا كبيرة من الطبقة المتوسطة والطبقة المتوسطة العليا هي الوجهات لهذا النوع من التعامل.
أفادت وكالة أسوشيتد برس، استناداً إلى مقابلات أجريت في كاليفورنيا ومصر، أن الاتجار بالأطفال للعمل في المنازل في الولايات المتحدة يشمل امتداداً لممارسة غير قانونية ولكنها شائعة في أفريقيا. ترسل الأسر في القرى النائية بناتها للعمل في المدن للحصول على أموال إضافية وفرصة للهروب من حياة مسدودة. تعمل بعض الفتيات مجانًا على أساس أنه على الأقل سيحصلن على تغذية أفضل في منزل صاحب العمل. وقد أدت هذه العادة إلى انتشار الاتجار بالبشر، حيث يهاجر الأفارقة الأثرياء المعتادون على توظيف الأطفال إلى الولايات المتحدة. تختلف خدم المنازل العاملين بشكل قانوني عن خدم المنازل العاملين بشكل غير قانوني. في حين أن عمال المنازل العاملين بشكل قانوني يحصلون على تعويض عادل عن عملهم وفقا لقوانين الأجور الوطنية، فإن خدم المنازل يضطرون عادة إلى العمل لساعات طويلة للغاية مقابل تعويض نقدي ضئيل أو معدوم، ويتم استخدام وسائل نفسية وجسدية للحد من حركتهم وحريتهم. وبالإضافة إلى ذلك، كثيراً ما تُستخدم التهديدات بالترحيل لثني الأشخاص الذين يتم الاتجار بهم دولياً عن طلب المساعدة.

### الانتقاد
وصف مقال نشرته صحيفة واشنطن بوست عام 2007 بعنوان «الاتجار بالبشر يثير الغضب، القليل من الأدلة»، أن الاتجار بالبشر في الولايات المتحدة غير موجود في الأساس. ومع ذلك، هناك ضحايا أكثر من أولئك الذين تقدموا بطلبات للحصول على شهادة وحصلوا عليها. أولًا، تتطلب الشهادة أن تكون الضحية على استعداد للتعاون مع تحقيق الشرطة. بعد مداهمة الشرطة، يريد بعض الضحايا العودة إلى ديارهم فقط، وبعض الضحايا لا يريدون التعاون مع الشرطة ويُرحلون، ويخشى بعض الضحايا الإدلاء بشهاداتهم ضد المهربين الأشرار. يتطلب طلب الشهادة دعمًا من سلطات إنفاذ القانون. إذا لم يُنظر إلى الضحية على أنها مفيدة في قضية ما، أو إذا لم ترغب الشرطة في متابعة قضية ما، فلن يكون لديهم أي دعم للبقاء في الولايات المتحدة ولا يعتبرون ضحايا للاتجار.
ومع ذلك، فإن عدد الضحايا الذين تم التعرف عليهم (أو المتجرين المدانين) أقل بكثير من التقدير الرسمي (من قبل وزارة الخارجية الأمريكية) والذي يشير إلى أنه يتم تهريب ما يصل إلى 14.550 إلى 17.550 فردًا إلى الولايات المتحدة كل عام. وأظهر تحليل حديث أجراه مكتب إحصاءات العدل التابع لوزارة العدل وجود فجوة بين العدد المزعوم للضحايا وعدد حالات الإيذاء المؤكدة.
كما أن الفجوة بين العدد المزعوم للضحايا وعدد الحالات المؤكدة تميز الوضع في جميع أنحاء العالم. أفادت وزارة الخارجية الأمريكية مؤخرًا أنه تم التعرف رسميًا على 0.4% من ضحايا الاتجار بالبشر على المستوى الدولي. ولم يقدم تقرير وزارة الخارجية أي مصدر لعدد الضحايا المقدرين أو الذين تم التعرف عليهم. لاحظ بعض النقاد، مثل ماركون في صحيفة واشنطن بوست، أن كل هذه التقديرات معيبة للغاية.

### الخوف من الفساد الحكومي
على الرغم من أن الولايات المتحدة توفر الحماية لضحايا الاتجار بالبشر، فإن القليل من الضحايا يطلبون مساعدة الحكومة بسبب الخوف من الفساد، أو الخوف من الترحيل، أو الخوف من انتقام عائلاتهم.قد يكون ضحايا الاتجار بالبشر مواطنين في بلدان ذات حكومات فاسدة تساعد في الاتجار بالبشر.وحيثما تفتقر بلدان الضحايا الأصلية إلى أنظمة شرطة موثوقة، فإن ضحايا الاتجار بالبشر يترددون في اللجوء إلى القانون للحصول على المساعدة. كانت جيسا ديلو كريسب واحدة من العديد من ضحايا الاتجار بالبشر، الذين واجهوا الشرطة في بلدتها لتكون فاسدة ومتورطة في الاتجار.

## مقارنة مع أمريكا اللاتينية
ووفقاً لإحصائيات الخط الساخن بولاريس، يشكل الأشخاص القادمون من أمريكا اللاتينية ما يقرب من ثلث عدد ضحايا الاتجار بالبشر في الولايات المتحدة. معظم الضحايا هم من المكسيك وهندوراس والسلفادور وجمهورية الدومينيكان. ما يقرب من 29 بالمائة من الضحايا يدخلون الولايات المتحدة عبر الحدود بين المكسيك والولايات المتحدة عن طريق تهريب البشر بينما يأتي الأغلبية بتأشيرات عمل.